# كريل نحيل
ايفوزي نحيل أو كريل نحيل (الاسم العلمي: Nematoscelis gracilis) هو نوع من الحيوانات البحرية يتبع جنس ايفوزي خيطي القدم من فصيلة الايفوزية.